# Alahärmä
Alahärmä est une ancienne commune de l'ouest de la Finlande, dans la région d'Ostrobotnie du Sud.
Alahärmä, Kortesjärvi et Ylihärmä ont fusionné avec Kauhava le 1er janvier 2009.

## Géographie
La petite commune agricole est presque totalement plane. Elle est située à proximité du golfe de Botnie (la mer est à 27 km du village), traversée par la rivière Lapuanjoki qui file vers son embouchure.
Le village est traversé à la fois par la nationale 19 Jalasjärvi-Nykarleby et par la principale voie ferrée de l'ouest du pays.
La municipalité compte tout juste 1 % de suédophones, mais se situe à proximité de la côte suédoise ou Suède parallèle, l'Ostrobotnie à majorité suédophone. Elle est bordée à l'ouest par la municipalité d'Oravais et au nord par Nykarleby, dans la région d'Ostrobotnie. Les autres communes limitrophes sont Kortesjärvi à l'est, Kauhava et Ylihärmä au sud, toutes en Ostrobotnie du Sud.

## Politique
Très agricole, la commune est un des bastions du Parti agrarien. Lors de la dernière élection présidentielle, elle a soutenu massivement le premier ministre Matti Vanhanen au premier tour, avant de se reporter tout aussi massivement sur Sauli Niinistö au second tour, donnant ainsi à la présidente sociale-démocrate Tarja Halonen son plus faible score national (21,9 %).

## Économie
1/3 de la surface de la commune est formée de terres cultivables. On y cultive des céréales, des pommes de terre (à la fois alimentaires et pour la production d'amidon), mais on y produit aussi du lait. On y trouve également plusieurs élevages d'animaux à fourrures, ainsi que quelques petites unités industrielles. Le parc d'attractions PowerPark est la principale attraction touristique de la commune.